# Cyperus plurinervosus
Cyperus plurinervosus är en halvgräsart som beskrevs av Pierre Henri Hippolyte Bodard. Cyperus plurinervosus ingår i släktet papyrusar, och familjen halvgräs. Inga underarter finns listade i Catalogue of Life.